# Manzanares el Real
Manzanares el Real es un municipio y localidad española de la Comunidad de Madrid. El término municipal cuenta con una población de 9550 habitantes (INE 2024). Se encuentra en la orilla del embalse de Santillana, formado por las aguas del río Manzanares, que atraviesa el municipio. Entre su patrimonio destaca el Castillo de los Mendoza, construido en el siglo XV, y el enclave natural de La Pedriza, integrado en el Parque Nacional de la Sierra de Guadarrama y en la Reserva de la Biosfera de la Cuenca Alta del Manzanares.

## Geografía

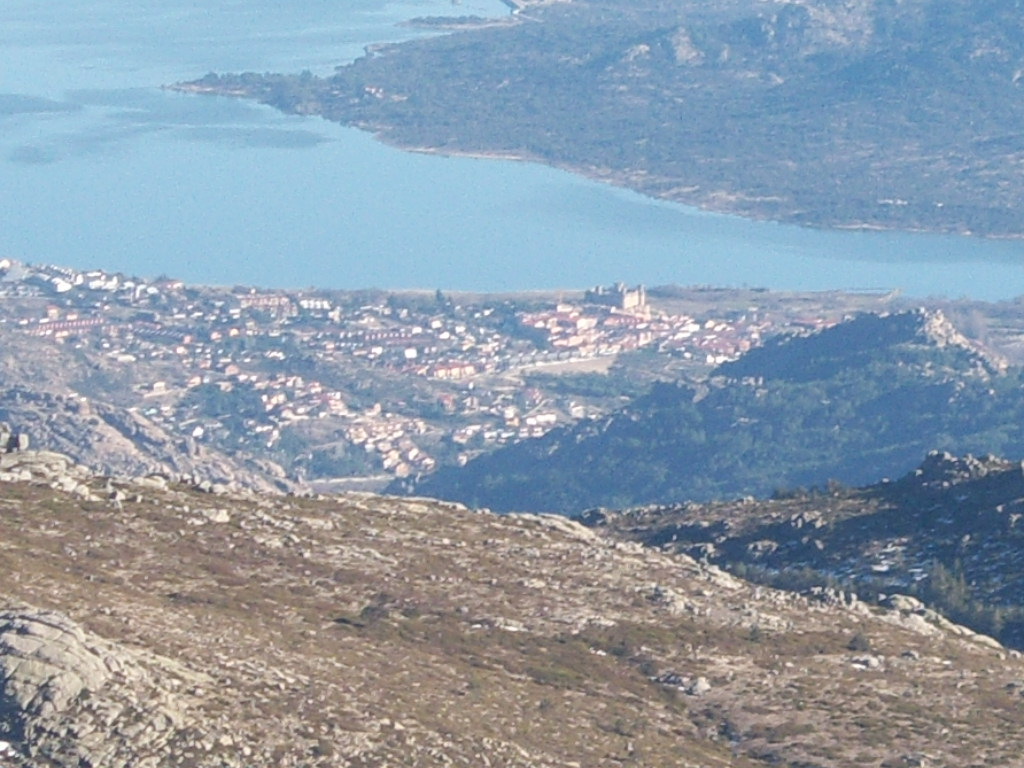
Manzanares El Real visto desde la cima del cerro de Valdemartín

Se trata del quinto municipio más extenso de la región madrileña, con 128,4 km², y uno de los que reúne un mayor interés ecológico. Un total de 6928 hectáreas se encuentran integradas en el Parque Nacional de la Sierra de Guadarrama, mientras que el resto pertenece al Parque Regional de la Cuenca Alta del Manzanares, incluyendo parte de la zona periférica de protección del parque nacional. 
Se encuentra a una distancia de aproximadamente 46 km de Madrid y en su término se hallan espacios naturales tan significativos como el paraje granítico de La Pedriza y el embalse de Santillana, además del Ventisquero de la Condesa, —considerado tradicionalmente el lugar de nacimiento del río Manzanares—, y las Cabezas de Hierro, compartidas con Rascafría, la segunda montaña más alta de la Sierra de Guadarrama, con 2383 metros de altitud sobre el nivel del mar. 

## Historia
Para conocer el patrimonio histórico de Manzanares el Real es preciso remontarse a los asentamientos prehistóricos acaecidos en la zona, conocidos gracias al reciente descubrimiento de ciertos hallazgos arqueológicos, entre los que cabe destacar unas pinturas rupestres Abrigo de los Aljibes, fechadas en la Edad del Bronce y con más de 3000 años de antigüedad.
Se cree que quedan reminiscencias de ritos indoeuropeos en una fiesta religiosa de la localidad, la de la Virgen de la Peña Sacra (cf. infra).
No hay prácticamente restos de época romana, aunque se presume la existencia de asentamientos debido a la riqueza y recursos de la zona. Tras el período visigodo y de conquista árabe, el pueblo renace en 1248, tiempo en que muchos madrileños durante la Reconquista fueron a la toma de Sevilla y los segovianos repoblaron Manzanares, tal y como se desprende del testimonio que consta en una misiva expedida por Fernando III.

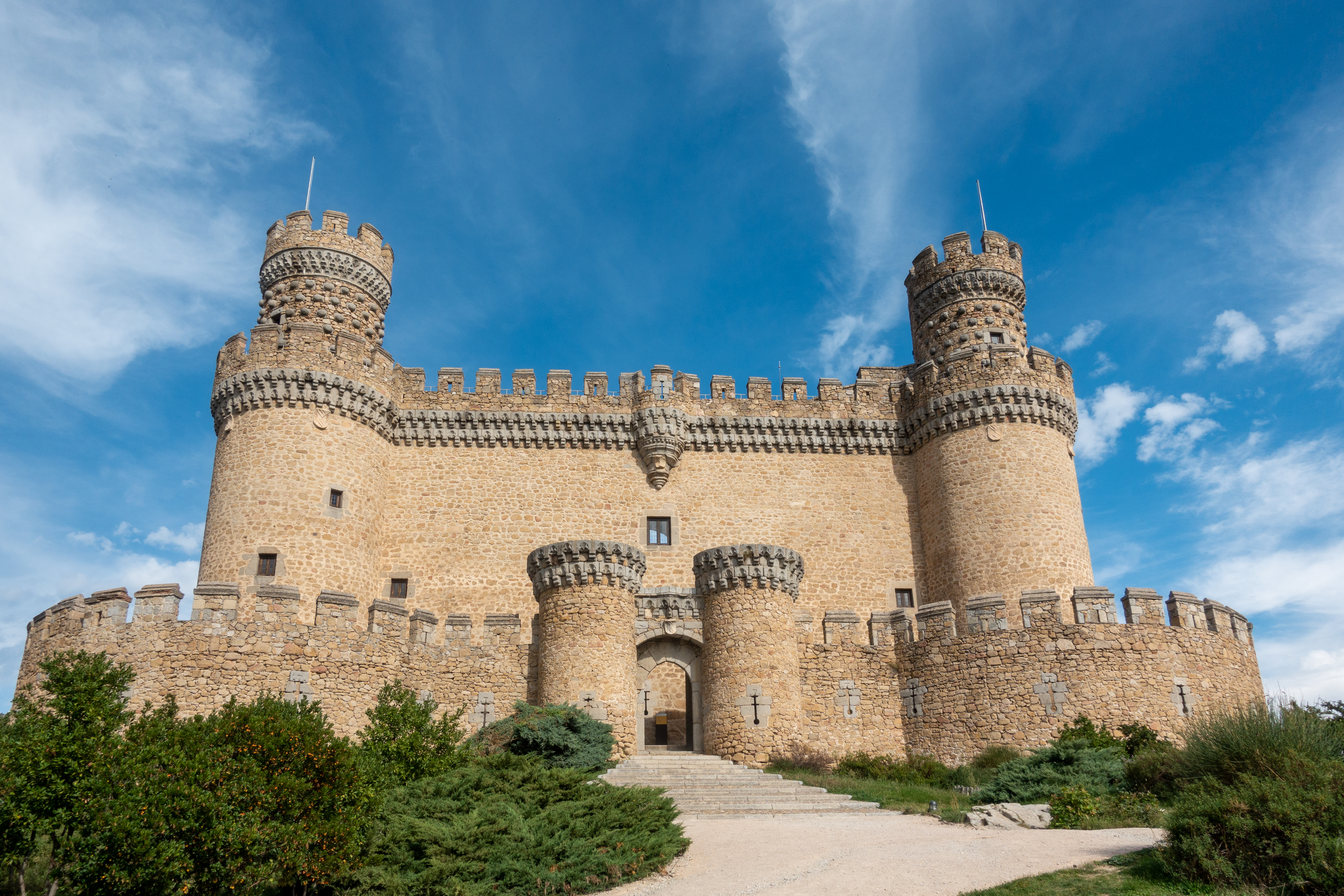
Fachada principal del castillo

Debido al asentamiento y expansión hacia el sur de los segovianos en estas tierras, comienza en aquellos días una pugna entre estos y los madrileños que se solventó, pasados los años, cuando Alfonso X incorporó estos lugares a la Corona, pasando entonces a denominarse El Real de Manzanares.
Juan I cedió el territorio a Pedro González de Mendoza a fines del siglo XIV, siendo precisamente con la saga de los Mendoza cuando El Real de Manzanares vive su máximo esplendor, durante los siglos XV y XVI. En esta época se construye el Castillo de los Mendoza.
Posteriormente, pasó por matrimonio a manos de otros miembros de la nobleza, hasta que en el siglo XVIII regresa a los dominios de los Mendoza, a quienes Felipe V concedió la posesión perpetua.

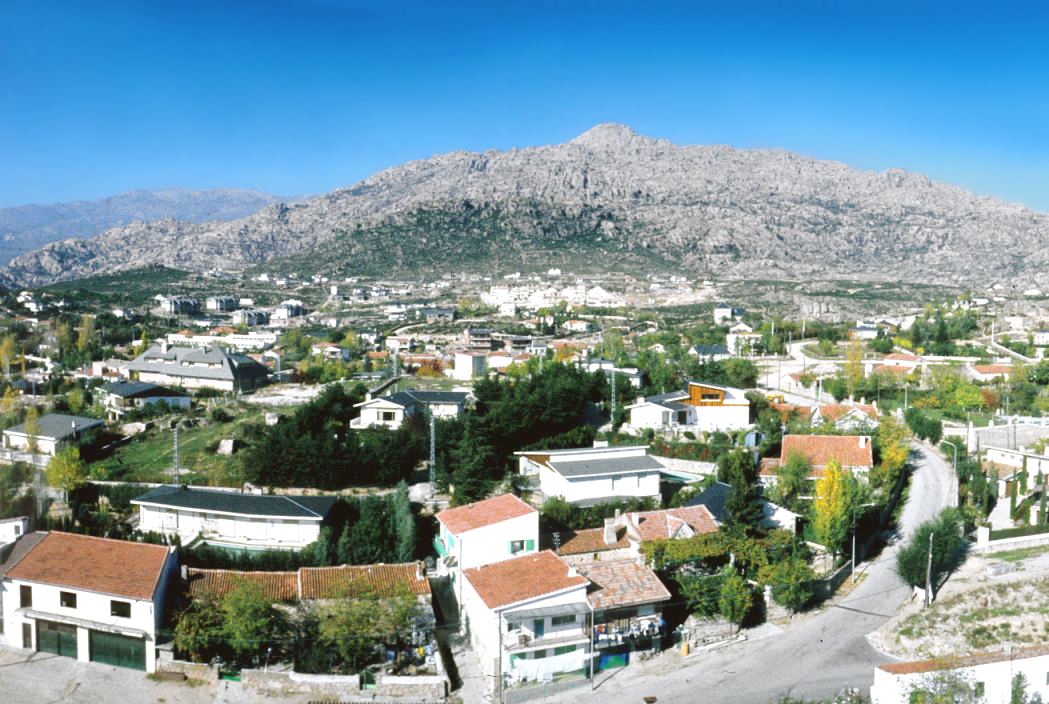
Vista de la localidad en la década de 1970

Por último, es destacable que Manzanares el Real es la cuna de la Autonomía Madrileña, siendo su castillo el emplazamiento elegido en 1982 para la celebración del acto de constitución de la Asamblea de Parlamentarios de Madrid y para el nombramiento de la ponencia redactora del Estatuto de Autonomía. 
Manzanares El Real está incluido en el itinerario turístico de la Ruta por los castillos, fortalezas y atalayas de la Comunidad de Madrid.
Además ha sido escogido como lugar de rodaje de numerosas películas, entre las que pueden citarse El Cid, Jeromín, Alejandro Magno, La caída del Imperio romano y Conan el Bárbaro y varios filmes del género western.

## Demografía
Cuenta con una población de 9550 habitantes (INE 2024).
| Gráfica de evolución demográfica de Manzanares el Real entre 1842 y 2021                                              |
| |
| Población de derecho según los censos de población del INE. Población de hecho según los censos de población del INE. |

## Símbolos
El escudo heráldico que representa al municipio fue aprobado en 1974 con el siguiente blasón:

Escudo cuartelado en sotuer. Primero y cuarto, en campo de sinople, una banda de gules perfilada de oro. Segundo y tercero, en campo de oro, la salutación angélica «Ave Maria gratia plena», en azur. Timbrado de corona condal.
Boletín Oficial del Estado n.º 304 de 21 de diciembre de 1993

La descripción textual de la bandera, aprobada en 1993, es la siguiente:

Bandera, proporciones 2:3. Dividida en tres partes por dos líneas, una de las cuales a desde el ángulo inferior del asta al primer tercio del borde superior. La otra, desde el ángulo superior del batiente hasta el segundo tercio del borde inferior.La franja central, amarilla, y los triángulos laterales, verdes. Cargada al centro del escudo municipal.
Boletín Oficial del Estado n.º 304 de 21 de diciembre de 1993

## Gobierno y política
Manzanares el Real, como el resto de municipios españoles, se rige por un sistema democrático de gobierno local conforme a lo establecido en la Ley Reguladora de las Bases del Régimen Local. El gobierno municipal está compuesto por una corporación de 13 concejales, elegidos cada cuatro años mediante sufragio universal, libre, igual, directo y secreto, a través de listas cerradas. El Pleno municipal elige entre sus miembros al alcalde o alcaldesa, quien ostenta la jefatura del gobierno local.
| Periodo   | Nombre                      | Partido | Partido                                         |
| --------- | --------------------------- | ------- | ----------------------------------------------- |
| 1979-1983 | Luis Álvarez Herrero        |         | Otros                                           |
| 1983-1991 | José Damián Guijarro Martín |         | Independiente                                   |
| 1991-1993 | José Manuel Ruíz González   |         | Independiente                                   |
| 1993-1995 | Ricardo Prieto Baeza        |         | Independiente                                   |
| 1995-1998 | José Manuel Ruiz González   |         | Independiente                                   |
| 1998-1999 | Antonio Barranco Garcia     |         | PSOE                                            |
| 1999-2002 | José Jordán Sánchez         |         | PP                                              |
| 2002-2003 | Fernando Lozano París       |         | PSOE                                            |
| 2003-2007 | María Teresa Monroy Vargas  |         | Agrupación Liberal de Manzanares El Real (ALMA) |
| 2007-2019 | Óscar Cerezal Orellana      |         | PSOE                                            |
| 2019-2024 | José Luis Labrador Vioque   |         | PSOE                                            |
| 2024-     | Alicia Gallego Buzón        |         | PSOE                                            |

### Evolución política reciente
Desde la instauración de la democracia, Manzanares El Real ha experimentado una diversidad política en su gobierno local, con la presencia de partidos independientes conservadores, el Partido Socialista Obrero Español (PSOE), que utiliza la marca local "Progresistas de Manzanares" y el Partido Popular (PP). En las últimas décadas, el PSOE ha tenido una presencia destacada en la alcaldía, especialmente desde 2007 con Óscar Cerezal Orellana y posteriormente con José Luis Labrador Vioque.
En las elecciones municipales de 2023, la candidatura conjunta Progresistas de Manzanares + PSOE obtuvo tres concejales. Mediante un acuerdo de gobierno con la CUV ("Candidatura de Unidad Vecinal", coalición formada por Podemos e Izquierda Unida) y Más Madrid, lograron alcanzar la mayoría absoluta con siete concejales, permitiendo a José Luis Labrador Vioque asumir la alcaldía.
Sin embargo, en junio de 2024, la coalición de gobierno se rompió, y el alcalde pasó a gobernar en minoría. Esta situación culminó en noviembre de 2024 con su dimisión, lo que llevó a la celebración de un pleno de investidura donde se restableció el pacto de izquierdas. Alicia Gallego Buzón (PSOE) fue elegida como nueva alcaldesa, reconfigurándose el equipo de gobierno con el apoyo de CUV y Más Madrid.

## Servicios

### Transporte público
En el municipio hay tres líneas de autobús, una de ellas tiene como cabecera el intercambiador de Plaza de Castilla. Las tres líneas están operadas por la empresa Interbus.
| Línea | Recorrido                                                       |
| ----- | --------------------------------------------------------------- |
| 720   | Estación de Colmenar Viejo - Collado Villalba                   |
| 724   | Madrid (Plaza de Castilla) - Manzanares el Real - El Boalo      |
| 728   | Estación de Colmenar Viejo - Soto del Real - Manzanares el Real |

Para desplazamientos internos, existe el Autobusito, una línea local que recorre diferentes puntos del municipio.

### Educación
Manzanares el Real cuenta con varios centros educativos que abarcan diferentes etapas formativas:
- Escuela Municipal Infantil Manzanares el Real.
- CEIP Virgen de Peña Sacra.
- Colegio Los Abetos.
- Escuela Infantil Los Abetos Infantil.

Además, el CEPA Colmenar Viejo ofrece educación para personas adultas.

## Cultura

### Patrimonio

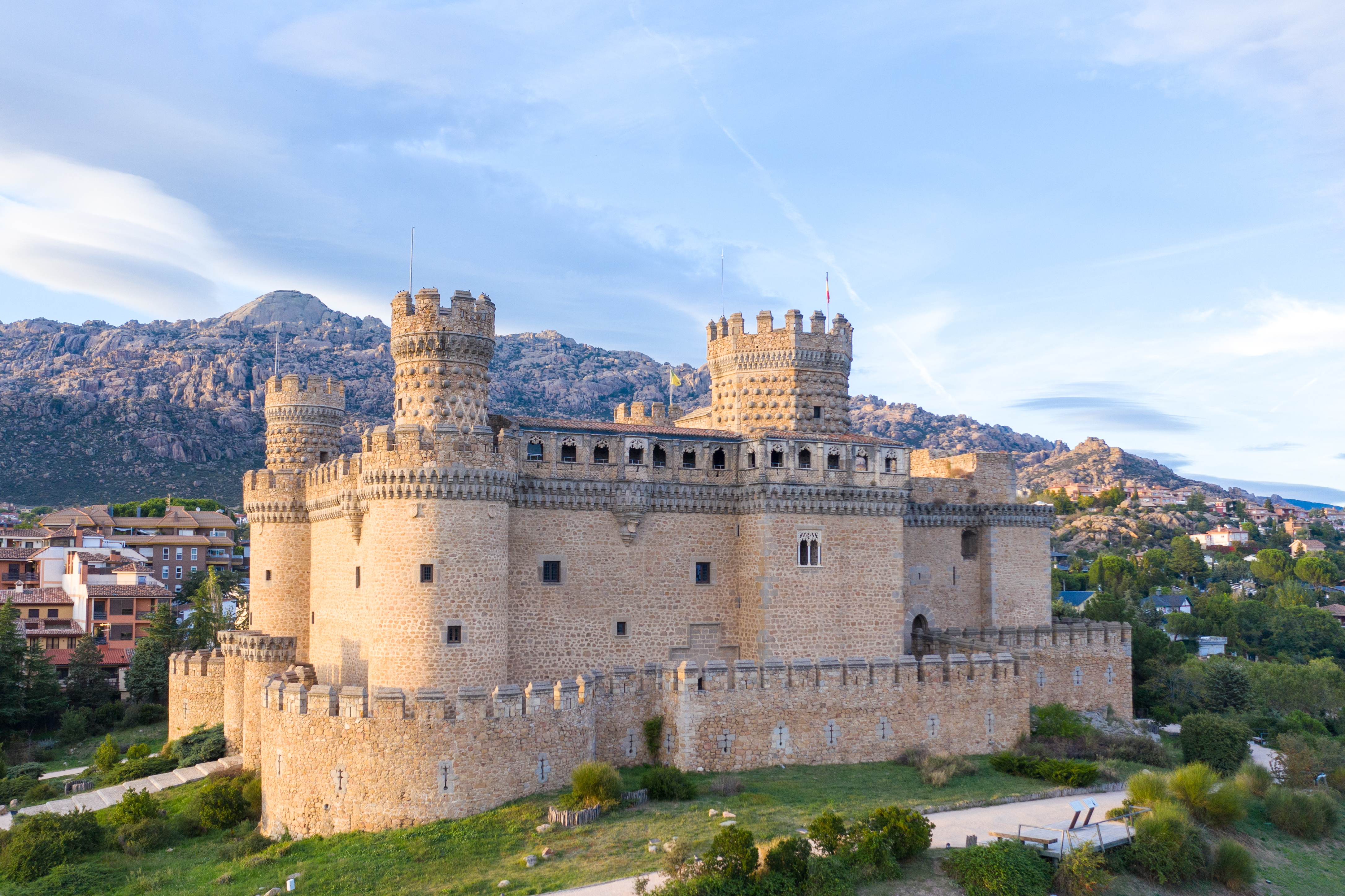
Castillo de los Mendoza
Erigido sobre una iglesia románico-mudéjar, su construcción comenzó en 1475. 
Este conjunto, caracterizado por sus grandes ventanales de arcos de medio punto, consta de un patio rectangular y dos galerías sobre columnas octogonales. El edificio tiene cuatro torres en sus vértices, adornadas con bolas del estilo isabelino. Sobre el adarve meridional, la galería es de traza flamígera sobre antepechos decorados a base de punta de diamante.
Todo el castillo está circundado por una barbacana cuyas saeteras llevan esculpidas en bajo relieve la cruz del Santo Sepulcro de Jerusalén, reflejando el título que ostentó Pedro González de Mendoza.
La estructura consta de un patio porticado, un sótano y seis plantas: planta baja, primera entreplanta, planta principal, segunda entreplanta, galería alta y galería de cubiertas. La galería gótica del primer piso está considerada como una de las más bellas de la arquitectura militar española. Su construcción fue iniciada por el primer duque del Infantado y finalizada por su hijo, Íñigo López de Mendoza, con la participación del arquitecto Juan Guas.
Castillo viejo
Además del castillo de los Mendoza, la localidad conserva los restos de una fortaleza anterior, conocida como Castillo Viejo o Plaza de Armas. Situado en la margen derecha del río Manzanares, se erige sobre una loma que domina La Pedriza, la Cañada Real Segoviana y el propio río. Aunque su origen exacto es incierto, se debate si fue mandado construir por el rey Alfonso XI o por Diego Hurtado de Mendoza. Se conservan su forma y muros exteriores, integrados dentro de un recinto ajardinado. La fortaleza fue el primer castillo que habitó la familia Mendoza.
El Castillo Viejo sigue la tradición feudal en su diseño y presenta características propias de la arquitectura mudéjar, con mampostería de granito y encintado de ladrillo. Tiene una planta rectangular de 45 por 37 metros, con tres torres cilíndricas de 5 metros de diámetro en las esquinas, excepto en la sureste, donde se encuentra la torre del homenaje de planta cuadrada y 14 metros de lado. Esta torre posee una amplia saetera en su fachada oriental y muros de 4 metros de espesor, el doble que el resto del castillo.
Iglesia de Nuestra Señora de las Nieves

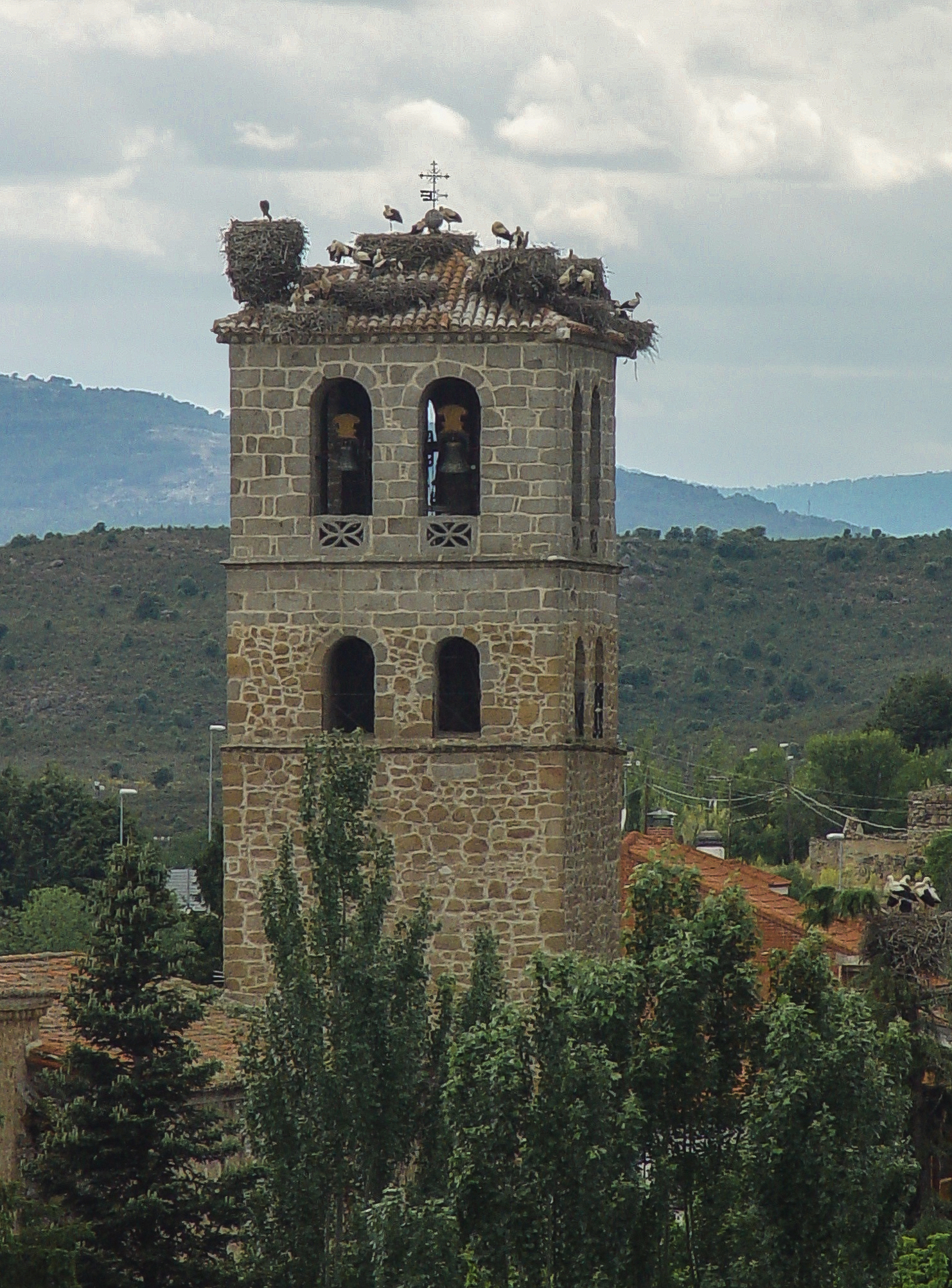
Torre de la iglesia de Nuestra Señora de las Nieves

Por la información existente, parece que fue fundada a principios del siglo XIV, bajo la protección del primer Marqués de Santillana. Sin embargo, a fines del siglo XV o principios del siglo XVI, fue reedificada, modificando el pórtico, trasladándolo del lado norte al lado sur.

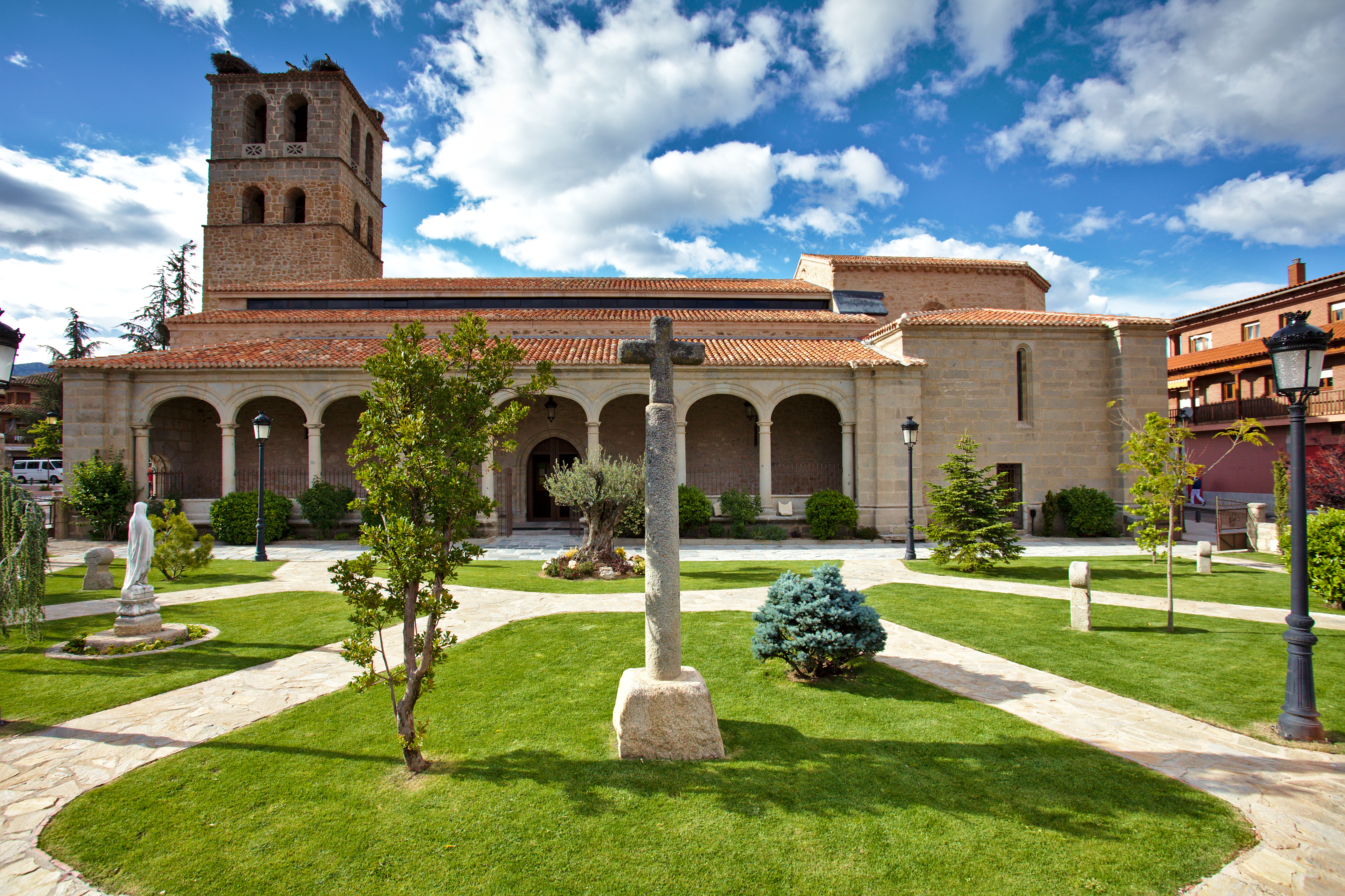
Vista de la iglesia de Nuestra Señora de las Nieves desde la entrada

Su estilo arquitectónico no es definido, debido a las diversas modificaciones que ha sufrido, mezclando elementos románicos, góticos y renacentistas. Se trata de una iglesia de tres naves, separadas por arcos sobre columnas de piedra. La nave central, de estilo románico, está encabezada por el presbiterio, de forma pentagonal. 
La torre es de tres cuerpos, separados entre sí por impostas, cuya reforma se llevó a cabo a principios del siglo XVI. La sacristía, de construcción posterior, se cubre con crucería gótica de terceletes. El pórtico, situado al sur del edificio, es una construcción de mediados del siglo XVI y su estilo es renacentista purista, constando de ocho arcos carpaneles y uno de medio punto.
Tanto el coro como el retablo han desaparecido; las columnas del coro se encuentran en el jardín de la iglesia, junto con unas estelas mortuorias vascas del siglo XII, de estilo visigótico. 
En el interior del templo destaca una pila bautismal del siglo XVI, decorada con gajos y una banda floreada en el borde, colocada sobre un pedestal adornado con bolas.
La iglesia fue declarada Bien de Interés Cultural en la categoría de Monumento en diciembre de 2021.

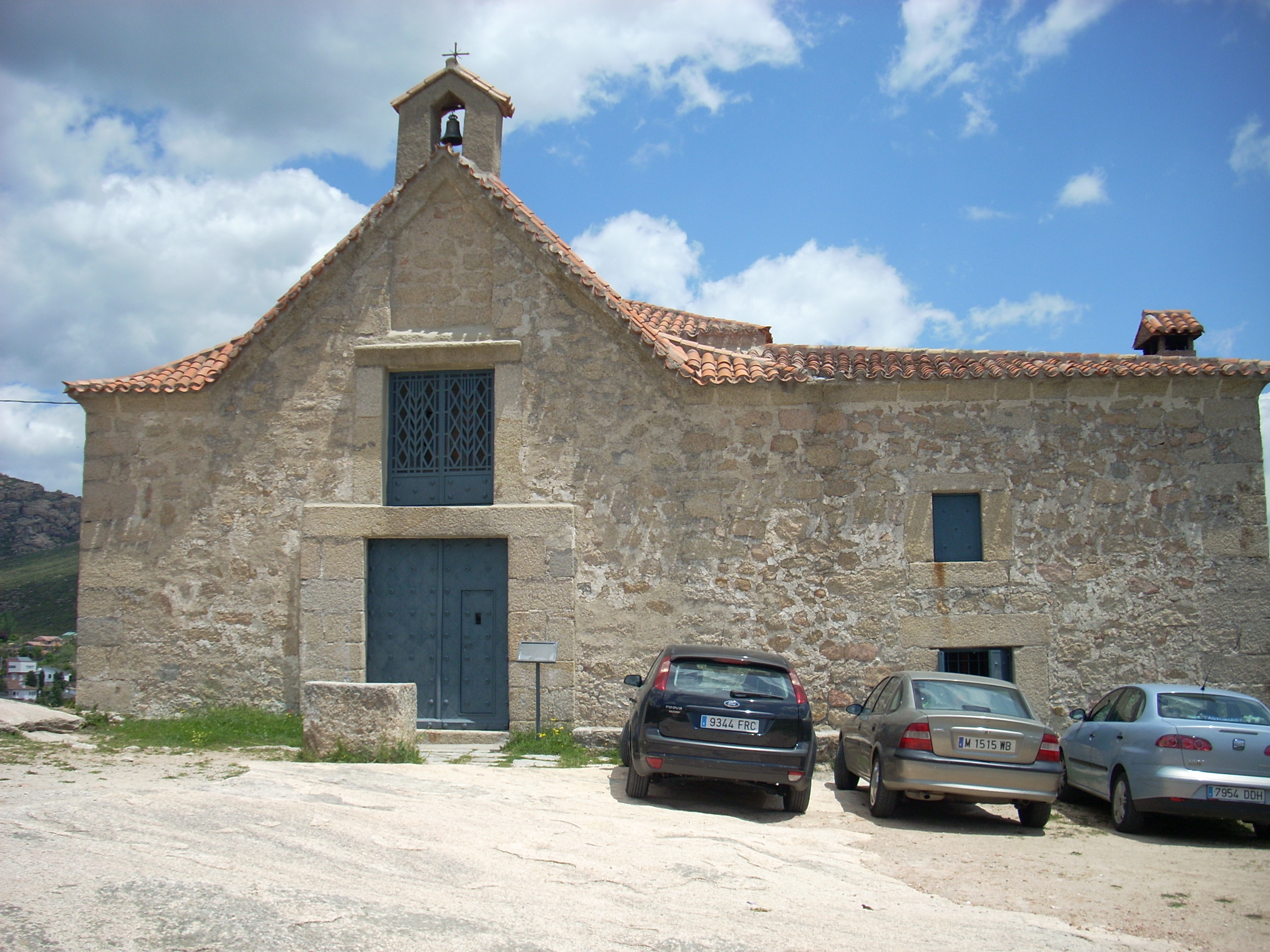
Ermita de Nuestra Señora de la Peña Sacra
La ermita está situada sobre la Peña Sacra, desde donde se domina una amplia panorámica de La Pedriza. La construcción es del siglo XVI, a la que fueron adosadas dependencias posteriores en el siglo XVII. La Virgen de la Peña Sacra es copia moderna de la imagen del siglo XIX desaparecida, a excepción del Niño, que es antiguo. Se cree que su culto podría ser sucesor de ritos indoeuropeos del primer milenio a. C., centrados en ceremonias al aire libre, posiblemente relacionadas con druidas y celtas que habitaban la región. 
Aunque se desconoce con exactitud el inicio del culto cristiano a la Virgen de la Peña Sacra, su importancia aumentó notablemente a partir del siglo XVIII. Actualmente, existe una profunda devoción por esta Virgen, considerada la patrona de la localidad, celebrándose en su honor fiestas anuales que incluyen diversas actividades y actos religiosos.
En 1769, durante la celebración de su festividad, un descuido con las velas provocó un incendio en la ermita, salvándose solo la sacristía y quedando el edificio sin torre, techumbre ni imágenes sagradas; la propia Virgen también se quemó. Durante la Guerra Civil, la ermita fue parcialmente destruida, lo que llevó a la desaparición de la antigua imagen de la Virgen.
La ermita es la única que permanece en pie de las siete que existieron en el municipio. Su ubicación no es casual, ya que en las cercanías hay evidencias de un poblado más antiguo, y la ermita pudo mantener su dedicación como lugar sagrado.
Puente de la Cañada Real Segoviana

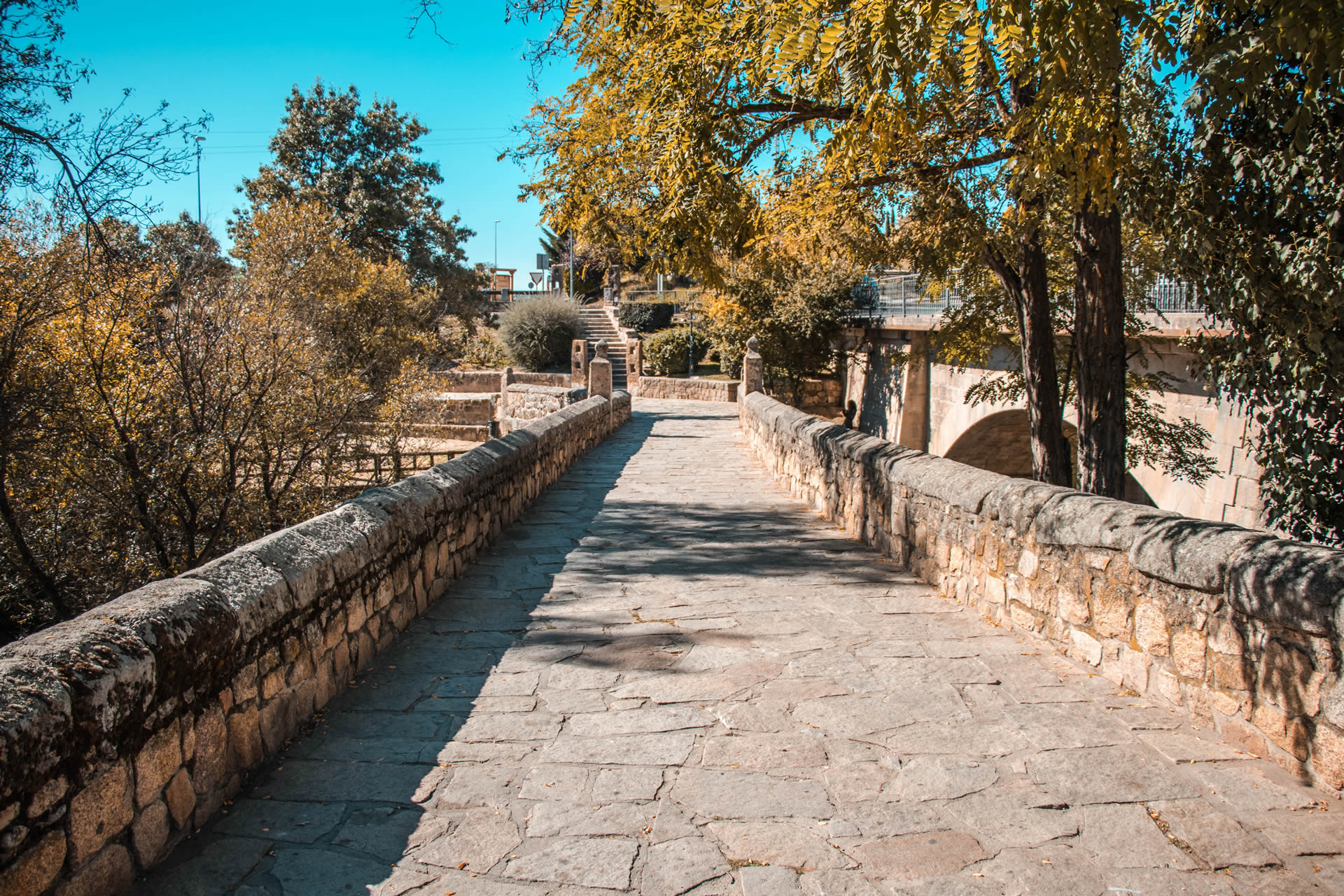
Vista del puente desde su inicio en la Calle Real

El puente de la Cañada Real Segoviana es una construcción de origen medieval ubicada sobre el río Manzanares, en las inmediaciones del núcleo urbano. Está construido en sillares de granito y compuesto por un solo arco de medio punto, sostenido sobre gruesos estribos que aprovechan la roca natural del cauce.
Plaza del Pueblo y antiguas casas consistoriales

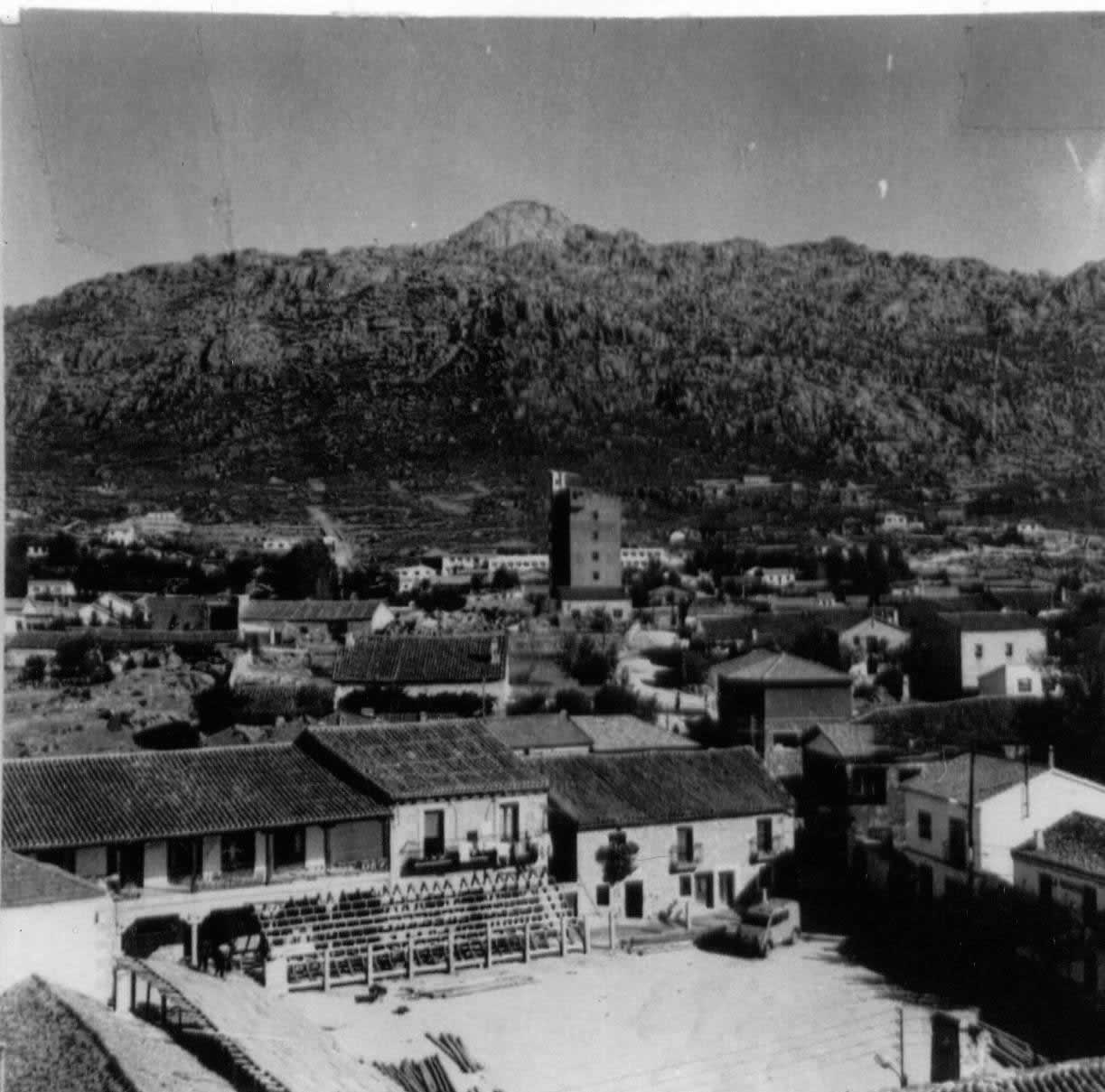
Vista de Manzanares el Real en los años 70, con la plaza del Pueblo en primer plano y La Pedriza al fondo. Se aprecia el graderío de las fiestas y las antiguas casas consistoriales

La plaza del Pueblo es el principal espacio público del casco histórico de Manzanares el Real. Se trata de una plaza porticada de carácter tradicional, entre cuyos edificios destacan las antiguas casas consistoriales.

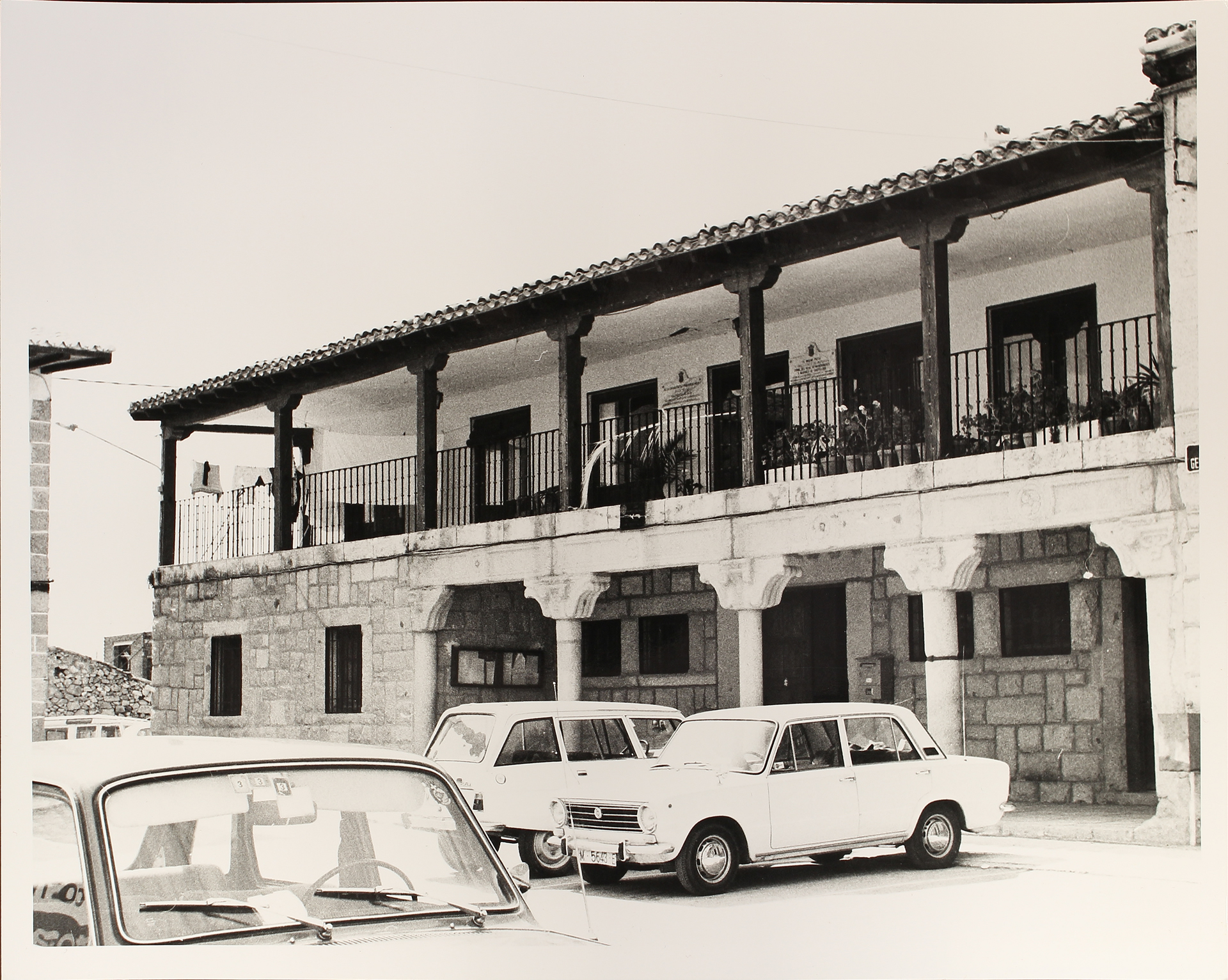
Fachada de las antiguas casas consistoriales, con su arquería de piedra y galería de madera. Imagen tomada en la década de 1970

Las casas consistoriales son un edificio civil del siglo XVII, construido en piedra de granito, con una característica arquería en su planta baja que da forma al pórtico. Antiguamente albergaban la sede del Ayuntamiento y conservan su uso institucional y cultural. La fachada presenta una composición sencilla, típica de la arquitectura serrana, con elementos de tradición castellana.

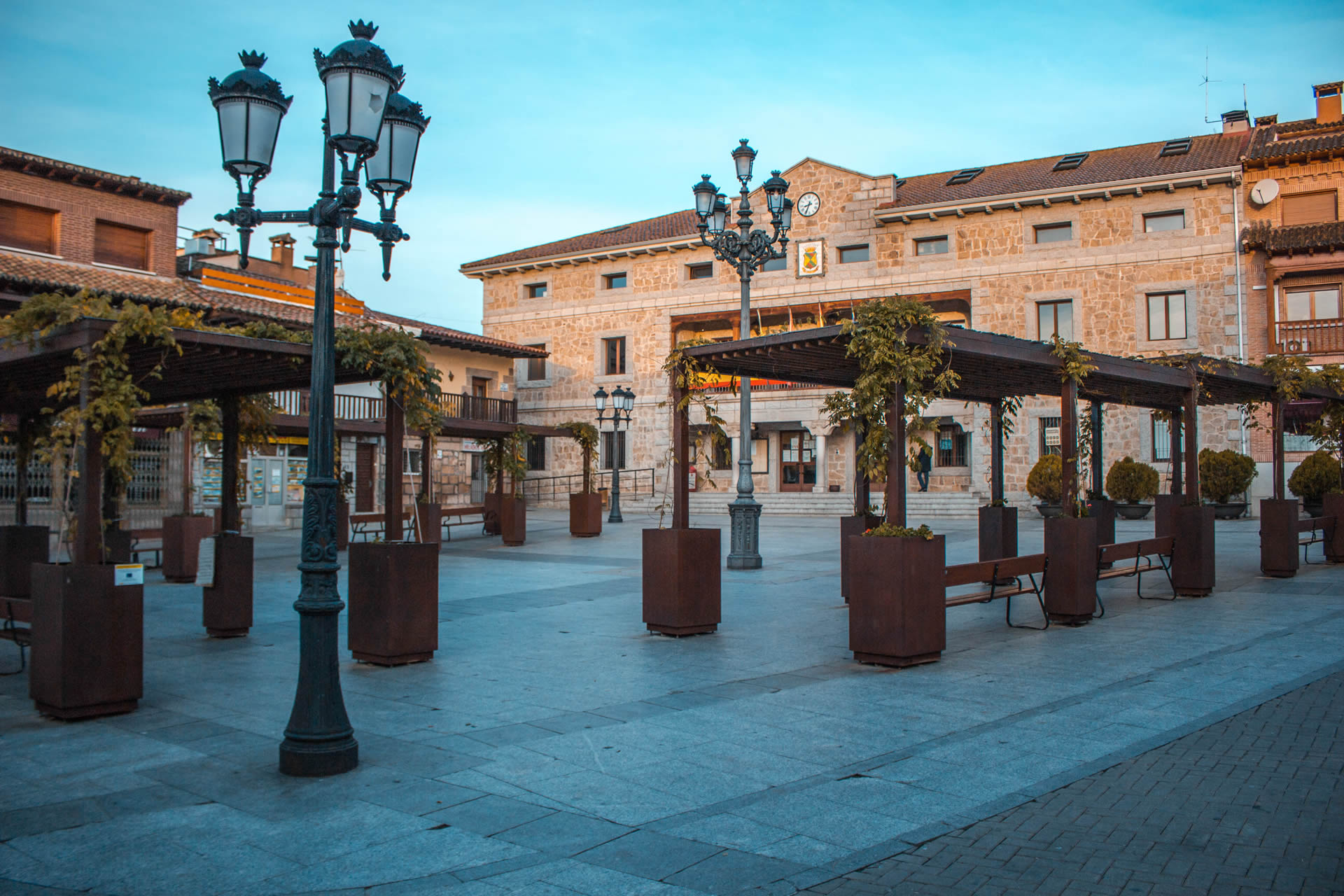
Aspecto de la plaza del pueblo, con la nueva casa consistorial al fondo y las estructuras de madera que enmarcan el espacio central

La plaza del Pueblo acoge habitualmente actos públicos, mercados, ferias y celebraciones locales, como las fiestas patronales o la feria de la Ciencia.

### Museos
Museo Etnológico y Arqueológico: Inaugurado el 25 de febrero de 1993, este museo nació con el objetivo de salvaguardar la cultura popular de Manzanares el Real. Gracias a la colaboración entre la Asociación Cultural El Real de Manzanares y el Ayuntamiento, el museo conserva tradiciones, objetos, utensilios, piezas de gran valor arqueológico y fotografías antiguas, todo ello donado de forma desinteresada por vecinos y amigos. El museo cuenta con tres salas: dos dedicadas a Etnología y una a Arqueología; además de dos espacios expositivos centrados en el cine y la fotografía antigua.

### Fiestas
Manzanares El Real celebra diversas festividades a lo largo del año, tanto de carácter religioso como profano:  	 
- Fiestas de Nuestra Señora Virgen de Peña Sacra: Celebradas durante el primer fin de semana de Pentecostés, estas fiestas patronales destacan por la bajada de la Virgen desde su ermita hasta la iglesia parroquial, seguida de procesiones y actos religiosos. La festividad culmina con una comida comunitaria en La Pradera, donde vecinos y visitantes comparten viandas en un ambiente fraternal.
- Fiesta del Cristo de la Nave: Tiene lugar el segundo fin de semana de septiembre y es una de las celebraciones religiosas más tradicionales del municipio. Su origen se remonta a un crucifijo encontrado en el río Manzanares. Durante la festividad se realizan procesiones solemnes, misas y actividades culturales y festivas organizadas por la Hermandad del Cristo de la Nave.
- Fiestas de Agosto: Consideradas las fiestas mayores del municipio, se llevan a cabo a principios de agosto. La programación incluye competiciones deportivas, atracciones, bailes en la Plaza del Pueblo, actuaciones musicales, encierros y corridas de toros. Uno de los eventos más emblemáticos es la tradicional cena de "toro con patatas", que se celebra en las inmediaciones de la plaza y reúne a gran parte de la comunidad.
- Carnavales: Los carnavales en Manzanares el Real se caracterizan por el tradicional Entierro de la Sardina en el Castillo Viejo, una celebración que combina disfraces, desfiles y actividades lúdicas para todas las edades.
- Noche de San Juan o Enramadas: Celebrada el 23 de junio, esta festividad incluye la creación de un muñeco y la recogida de muebles viejos y leña para encender una hoguera en el Castillo Viejo. Del trípode central se cuelga el muñeco al cual se le han prendido todas las cosas negativas que la gente quiere que desaparezcan, simbolizando la renovación y la purificación.

Dos son las fiestas religiosas locales que se celebran a lo largo del año: La Fiesta del Cristo de la Nave en septiembre, y la Fiesta de Nuestra Señora Virgen de Peña Sacra en Pentecostés. En ambos casos se llevan a cabo bellas procesiones de notable fervor religioso. La festividad de la Virgen culmina con una fraternal y pintoresca comida en La Pradera, en la que prácticamente todos los vecinos de Manzanares y sus amigos forasteros intercambian sus viandas.  	 
Como fiestas profanas cabe destacar los carnavales, con el tradicional entierro de la sardina en la plaza del pueblo. Sin embargo, las auténticas fiestas de Manzanares son las de agosto. Tras el agotamiento fruto de los días de competiciones deportivas, atracciones, baile en la Plaza del Pueblo, actuaciones musicales, encierros y corridas, tiene lugar la célebre cena de toro con patatas en las inmediaciones de la Plaza.

### Gastronomía
La gastronomía de Manzanares el Real refleja su tradición ganadera y su entorno natural:
- Carnes: Platos como la caldereta de cordero y el chuletón de Ávila son representativos de la zona.
- Platos tradicionales: Especialidades como las patatas en caldero con cabrito, la sopa de cocido con hierbabuena y el conejo en escabeche o caldereta, aderezado con romero.
- Pescados: Históricamente, las aguas del río y del embalse han proporcionado pescado fresco, integrándose en la dieta local con recetas tradicionales.